# Win, Lose or Draw
Albums de The Allman Brothers Band
Brothers and Sisters Wipe the Windows, Check the Oil, Dollar Gas
Win, Lose or Draw est le sixième album du groupe blues-rock américain The Allman Brothers Band, sorti en 1975.
Cet album marque la fin d'une époque pour le groupe. Après le succès de Brothers and Sisters, le groupe est en proie à de graves dissensions internes. Dickey Betts a manifestement pris la place de Gregg Allman en tant que leader du groupe. Les deux hommes ont d'ailleurs pour la première fois sorti un album solo chacun de leur côté. Le magazine Rolling Stone rapporte que d'importantes mésententes artistiques émaillent l'enregistrement de l'album. Le nouveau pianiste Chuck Leavell veut incorporer des sonorités jazz, ce que Betts refuse en lui opposant des influences country. Allman tente de concilier les deux hommes, mais il est affaibli par sa relation délicate avec la chanteuse Cher, dont il vit très mal la médiatisation. Pour ne rien arranger, le groupe doit également faire face à des problèmes de drogue. Allman s'installe sur la côte ouest; là-bas il enregistrera la plupart de ses paroles et pistes instrumentales aux Record Plant Studios (Los Angeles). Le reste de l'album sera enregistré dans les studios Capricorn en Géorgie puis l'ensemble des pistes sera mixé. À noter que ni Butch Drucks ni Jaimoe, les deux batteurs du groupe, ne participent au morceau Louisiana Lou and Three Card Monty John et à la reprise de Billy Joe Shaver Sweet Mama (Lay Your Burdens Down). Ils seront suppléés par le producteur Johnny Sandlin et le batteur Bill Stewart.
Win, Lose or Draw ne contient que de trop rares titres dignes d'intérêt. On retiendra une reprise dynamique de Muddy Waters Can't Lose What You Never Had, un long morceau instrumental High Falls signé Betts ainsi que le titre éponyme de l'album où Allman réutilise des influences (Jackson Browne) qu'il avait eu l'occasion d'explorer sur son album solo. Dans l'ensemble les critiques sont négatives, pointant du doigt un manque d'énergie et d'inspiration.
Malgré tout, l'album parvient à se classer n°5, bénéficiant sans doute de la notoriété acquise par le groupe sur ces précédents albums. Cependant, l'heure du groupe est passée. Les interminables impros qui ont fait leur succès sont passées de mode. En cet automne 1975, les projecteurs se tournent désormais vers le très énergique Bruce Springsteen ou la poésie proto-punk de Patti Smith en attendant la révolution disco. Le groupe se dissout dans l'aigreur l'année suivante. Il faudra attendre la fin des années 80 pour les voir renouer avec le succès.

## Pistes
| No | Titre                                           | Durée |
| -- | ----------------------------------------------- | ----- |
| 1. | Can't Lose What You Never Had (Waters)          | 5:49  |
| 2. | Just Another Love Song (Betts)                  | 2:44  |
| 3. | Nevertheless (Allman)                           | 3:32  |
| 4. | Win, Lose or Draw (Allman)                      | 4:45  |
| 5. | Louisiana Lou and Three Card Monty John (Betts) | 3:45  |
| 6. | High Falls (Betts)                              | 14:28 |
| 7. | Sweet Mama (Shaver)                             | 3:32  |

## Personnel
- Gregg Allman — chant, organ, clavinet et guitare acoustique
- Dickey Betts — lead guitar, slide guitar, chant et guitare acoustique
- Jai Johanny Johanson (en) — batterie et percussions
- Chuck Leavell — piano, piano électrique, synthétiseur Moog, clavinet et chœur
- Butch Trucks — batterie, congas, percussions et timbales
- Lamar Williams (en) — basse

Musiciens suppléants (pistes 5 et 7):
- Johnny Sandlin — guitare acoustique, batterie et percussions
- Bill Stewart — batterie